# Gleneagles

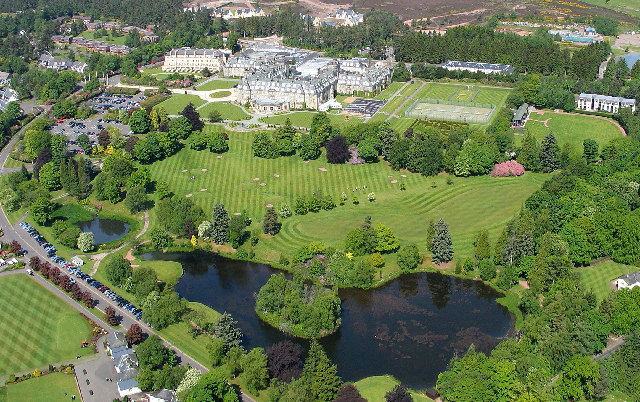
Hôtel Gleneagles et son parcours de Golf

Gleneagles est une vallée (glen en langue gaélique) dans les Ochil Hills, à Perthshire en Écosse. 
C'est dans cette vallée que se trouve l'hôtel Gleneagles, qui accueillit en juillet 2005 le 31e sommet du G8 et qui possède un parcours de golf majeur (Ryder Cup 2014, Solheim Cup 2019, etc.). 